# 로비스트 (드라마)
《로비스트》(Lobbyist)는 2007년 10월 10일부터 2007년 12월 26일까지 방송되었던 SBS 수목 드라마인데 대대적인 홍보와 방송초 2회 연속 편성이라는 파격적인 편성 작전으로 시청자의 눈길을 사로잡았으나 너무 많은 것을 한꺼번에 보여주려 한 욕심 때문에 점점 초반의 기획 의도에서 벗어난 이야기가 삽입됐다는 혹평을 받았다.
다만, 캐스팅 문제로 골치를 썩였는데 당초 김태희가 마리아 역으로 낙점되었으나 스케줄 문제 때문에 고사하자 장진영이 설득 끝에 낙점됐다.

## 등장 인물

### 주요 인물
- 장진영 - 마리아 유 (유소영) 역 (아역 : 남지현)
- 송일국 - 해리 킴 (김주호) 역 (아역 : 이현우)
- 한재석 - 강회장의 차남 강태혁 역
- 허준호 - 제임스 리 (특전사 특수임무대대 이호준 대위) 역
- 김미숙 - 마담 채 (채지민) 역

### 해리 킴 (김주호) 주변 인물
- 최자혜 - 해리의 여동생 수지 킴 (김수지) 역 (아역 : 변주연)
- 차광수 - 해리와 수지의 아버지 김진수 대위 (소령추증) 역
- 성창훈 - 해리의 친구 양동진 역
- 김서라 - 해리 수지 고모 역

### 강태혁 주변 인물
- 김성겸 - 한성그룹 강 회장 역
- 이승형 - 강 회장의 이복형 강태준 역

### 마리아 유 (유소영) 주변 인물
- 유선 - 에바 유 (유문영) 역 (아역 : 박은빈)
- 성지루 - 에바와 마리아의 아버지 유성식 역
- 이미영 - 에바와 마리아의 어머니 김정순 역

### 마담 채 (채지민) 주변 인물
- 김세현 - 마담 채의 아들 앤디 역

### 장태성 가족
- 이재용 - 국가정보원장 / 민주화합당 장태성 의원 역
- 정윤조 - 장태성 의원의 딸 장미란 역
- 최민 - 앙키즈 (해병특수수색대 출신) 역

### 그 외 인물
- 김준성 - 마이클 역
- 기주봉 - 국방부 장관 박준길 역
- 최정우 - 해군참모총장 이철호 제독 역
- 윤주상 - 대건그룹 김승범 회장 역
- 정성환 - 대통령 영식 김성주 역
- 안석환 - 민주화합당 최무갑 의원 역
- 손호균 - 기무사령관 이태준 제독 역
- 이참 - 미국 CIA 소속 주한 미국대사관 파견 지역조사과 과장 역
- 김양우 - 불곰 역
- 정운택 - 호텔 벨보이 천호식 역
- 방길승 - 박소자 역
- 민경진
- 양승걸
- 조문의 - 한성그룹 과장 역
- 이진아
- 손건우
- 이주석 - 최강민 역

## 수상 경력
- 2007년 제20회 그리메상 시상식 여자최우수연기상 장진영
- 2007년 SBS 연기대상 미니시리즈 부문 여자 조연상 김미숙

## 특이사항
- 2007년 10월 10일 - 1~2회 연속 편성[3]
- 2007년 10월 11일 - 3~4회 연속 편성[4]
- 2007년 12월 19일 - <국민의 선택 제 17대 대통령 선거방송> 편성으로 결방[5]

## 이모저모
- 제작진은 <로비스트>와 <엔젤> 제목 두 개를 놓고 너무나도 강한 <로비스트>를 선택할 것인지, 여성적인 <엔젤>을 선택할 것인지를 고심하다가 결국 <로비스트>로 제목을 결정했다[6].